# Stemonuraceae

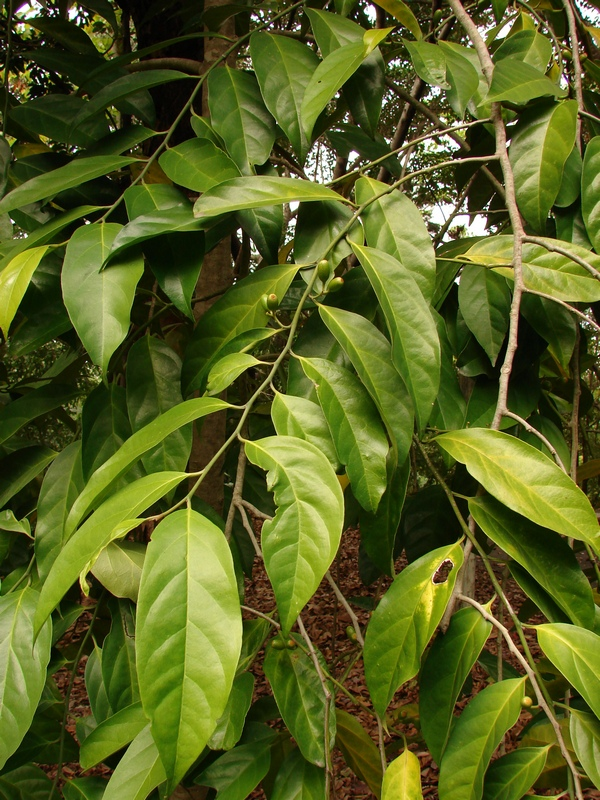
Gomphandra australiana

Stemonuraceae – rodzina roślin z rzędu ostrokrzewowców (Aquifoliales). Obejmuje 12 rodzajów z 95 gatunkami, z czego 55 należy do rodzaju Gomphandra i 15 do rodzaju Stemonurus. Zasięg tych roślin obejmuje strefę tropikalną na obszarach występowania wilgotnych lasów równikowych. Największe zróżnicowanie osiągają w południowo-wschodniej Azji, w północnej Australii (stan Queensland) oraz w zachodniej Oceanii (na obszarze tym występuje 8 z 12 rodzajów). Poza tym występują na Półwyspie Indyjskim, na Madagaskarze i okolicznych wyspach, w zachodniej części Afryki równikowej oraz w północnej części Ameryki Południowej. Drewno wielu gatunków jest cenione jako surowiec konstrukcyjny, dotyczy to drzew z rodzajów Whitmorea i Codiocarpus, a zwłaszcza Cantleya corniculata, której drewno stosowane jest jako zamiennik sandałowca, wykorzystywane do wyrobu mebli i w budownictwie łodzi i statków.

## Morfologia
PokrójZimozielone krzewy i drzewa. Charakterystyczne są okazałe pąki przypominające kształtem cygara.
LiścieSkrętoległe, bez przylistków, pojedyncze i całobrzegie.
KwiatyZwykle raczej drobne (o średnicy do 6 mm, tylko u Whitmorea do 1,5 cm), zebrane w szczytowych wierzchotkowatych kwiatostanach. Najczęściej obupłciowe i promieniste, rzadziej jednopłciowe i wówczas rośliny dwupienne. Kielich kubeczkowaty, z 5 szerokimi działkami. Płatki korony zwykle wolne (zrośnięte u niektórych gatunków Gomphandra, brak ich zupełnie w męskich kwiatach Grisollea. Pręciki zwykle w liczbie 5 (w każdym razie takiej samej jak liczba płatków), ich nitki w górnej części się rozszerzają i są silnie owłosione oraz wyeksponowane podczas kwitnienia. Zalążnia jest górna, z boku z mięsistym przydatkiem (brak go u Gomphandra), z krótkim i siedzącym, szerokim znamieniem. Pojedyncza komora zawiera dwa zalążki.
OwoceKilkucentymetrowej wielkości pestkowiec jednonasienny, zwykle mniej lub bardziej spłaszczony. W rodzajach, u których występuje przydatek na zalążni – jest on na owocu jaskrawo zabarwiony.

## Systematyka
Przedstawiciele tej rodziny byli włączani początkowo do Icacinaceae. Odmienna budowa drewna, różnice morfologiczne i w końcu badania molekularne wykazały jednak ich odrębność. Według Angiosperm Phylogeny Website i systemu APG IV z 2016, jest grupą siostrzaną dla rodziny Cardiopteridaceae w obrębie ostrokrzewowców Aquifoliales.
Pozycja systematyczna według APweb (aktualizowany system APG IV z 2016)
|  | Cardiopteridaceae |
|  |                   |
|  | Stemonuraceae     |
|  |                   |

|  | Phyllonomaceae                                                                                  |
|  |                                                                                                 |
|  | \| \| Helwingiaceae – helwingiowate \| \| \| \| \| \| ostrokrzewowate Aquifoliaceae \| \| \| \| |
|  |                                                                                                 |
|  | Helwingiaceae – helwingiowate                                                                   |
|  |                                                                                                 |
|  | ostrokrzewowate Aquifoliaceae                                                                   |
|  |                                                                                                 |

|  | Helwingiaceae – helwingiowate |
|  |                               |
|  | ostrokrzewowate Aquifoliaceae |
|  |                               |

|  | Cardiopteridaceae |
|  |                   |
|  | Stemonuraceae     |
|  |                   |

|  | Phyllonomaceae                                                                                  |
|  |                                                                                                 |
|  | \| \| Helwingiaceae – helwingiowate \| \| \| \| \| \| ostrokrzewowate Aquifoliaceae \| \| \| \| |
|  |                                                                                                 |
|  | Helwingiaceae – helwingiowate                                                                   |
|  |                                                                                                 |
|  | ostrokrzewowate Aquifoliaceae                                                                   |
|  |                                                                                                 |

|  | Helwingiaceae – helwingiowate |
|  |                               |
|  | ostrokrzewowate Aquifoliaceae |
|  |                               |

Wykaz rodzajów
- Cantleya Ridley
- Codiocarpus R. A. Howard
- Discophora Miers
- Gastrolepis van Tieghem
- Gomphandra Lindley
- Grisollea Baillon
- Hartleya Sleumer
- Irvingbaileya R. A. Howard
- Lasianthera P. Beauvois
- Medusanthera Seeman
- Stemonurus Blume
- Whitmorea Sleumer